# صلح‌آباد (دامغان)
صلح آباد روستایی در دهستان قهاب رستاق بخش امیرآباد شهرستان دامغان استان سمنان ایران است.

## جمعیت
بر پایه سرشماری عمومی نفوس و مسکن در سال ۱۳۹۵ جمعیت این مکان ۱۶۵ نفر (۶۳خانوار) بوده‌است.